# Gaetano Catanoso
Gaetano Catanoso (14. února 1879 San Lorenzo – 4. dubna 1963 Reggio di Calabria) byl italský římskokatolický kněz známý jako propagátor úcty ke Svaté Tváři, zakladatel kongregace Sester Veroniky Svaté Tváře. Katolická církev jej uctívá jako světce.

## Život
Narodil se dne 14. února 1879 v San Lorenzo jako třetí z osmi dětí Antonia Catanosa a Antonie Tripodiho.
V říjnu roku 1889 započal svá studia na kněžství, které musel několikrát přerušit kvůli zdravotním obtížím. Roku 1895 začal nosit kleriku. Kněžské svěcení přijal dne 20. září 1902 z rukou arcibiskupa z Reggio Calabria a kardinála Gennara Portanovayho. V letech 1902–1904 působil jako prefekt seminaristů. Od března 1904 do roku 1921 sloužil jako farář ve vesnici Pentedattilo. Věnoval se službě chudým a pastoraci odlehlých osad v kopcích v okolí jeho farnosti, kam se dopravoval pěšky nebo na hřbetu muly.
Rozšiřoval úctu k eucharistii a ke Svaté Tváři. Roku 1919 zřídil ve své farnosti Bratrstvo Svaté Tváře. V té době byl jeho přítelem sv. Luigi Orione a sv. Annibale Maria Di Francia. Od února roku 1921 byl farářem ve farnosti Santa Maria de la Candelaria v Reggio Calabria. Současně s tím byl v letech 1922–1949 duchovním vůdcem seminaristů a v letech 1922–1933 nemocničním kaplanem. Zároveň byl v letech 1921–1950 zpovědníkem v řeholních ústavech a ve věznici.
Roku 1934 založil ženskou řeholní kongregaci Sester Veroniky Svaté Tváře. Jím založená kongregace se rozrostla a zřídila školy a domovy pro staré, které její členky spravovaly. Roku 1940 byl ustanoven kanovníkem při katedrále Nanebevzetí Panny Marie v Reggio Calabria, kterým byl po zbytek svého života. Ve své farnosti oživil mariánské pobožnosti a eucharistické adorace. Roku 1943 otevřel provizorní sirotčinec pro děti, které osiřely v důsledku druhé světové války. 
Zemřel dne 4. dubna 1963 v Reggio di Calabria.

## Úcta
Jeho beatifikační proces započal dne 15. října 1981, čímž obdržel titul služebník Boží. Dne 3. března 1990 jej papež sv. Jan Pavel II. podepsáním dekretu o jeho hrdinských ctnostech prohlásil za ctihodného. Dne 25. června 1996 byl uznán první zázrak na jeho přímluvu, potřebný pro jeho blahořečení.
Blahořečen pak byl dne 4. května 1997 na Svatopetrském náměstí papežem sv. Janem Pavlem II. Dne 20. prosince 2004 byl uznán druhý zázrak na jeho přímluvu, potřebný pro jeho svatořečení. Svatořečen pak byl dne 23. října 2005 na Svatopetrském náměstí papežem Benediktem XVI.
Jeho památka je připomínána 4. dubna. Bývá zobrazován v kněžském oděvu. Je patronem jím založené kongregace a města Reggio di Calabria.